# Galium bellatulum
Galium bellatulum är en måreväxtart som beskrevs av Michail Klokov. Galium bellatulum ingår i släktet måror, och familjen måreväxter. Inga underarter finns listade i Catalogue of Life.